# Jan Van Duppen
Jan Van Duppen (Turnhout, 22 oktober 1953) is een Belgisch arts en voormalig politicus van de SP / sp.a.

## Levensloop
Jan Van Duppen was de oudste zoon uit een onderwijzersgezin. Hij volgde middelbaar onderwijs aan het Jezuïetencollege in Turnhout en daarna aan de Rijksnormaalschool in Lier, waarna hij van 1971 tot 1973 psychologie ging studeren aan de Katholieke Universiteit Leuven. Tijdens zijn universiteitsstudies werd hij lid van de marxistische politieke partij AMADA, de voorloper van de PVDA.
Na beëindiging van zijn studies werd Van Duppen arbeider in de blikfabriek Crown Cork in Deurne. Daar werd hij ontslagen nadat hij in 1974 een staking van de arbeiders van glasfabriek Glaverbel in Mol had gesteund. Vervolgens werd hij arbeider in de munitiefabriek PRB in Balen, waar hij wegens zijn marxistisch engagement na twee weken op bevel van de Staatsveiligheid werd ontslagen. Daarna ging hij werken bij de asbestcementfabriek John Manville in Mol, waar zijn kandidatuur voor de syndicale verkiezingen tot zijn ontslag leidde. Nadien werd Van Duppen mijnwerker in de steenkoolmijn van Beringen.
In 1978 verliet Van Duppen de mijn om samen met zijn broer Dirk Van Duppen, die later een van de kopstukken van de PVDA werd, genees-, heel- en verloskunde te gaan studeren aan de Universiteit Antwerpen. Tijdens zijn studies was hij een jaar tram- en buschauffeur bij het Antwerpse MIVA en redactielid van Solidair, het partijblad van PVDA. Niettemin begon hij zich in deze periode meer en meer te distantiëren van de PVDA en evolueerde hij richting sociaaldemocratie. Na in 1986 te zijn afgestudeerd werd Jan Van Duppen huisarts bij het Multidisciplinaire Gezondheidscentrum van de Socialistische Mutualiteit in Turnhout, wat hij bleef tot eind 2004. 
Van Duppen ging zich ook politiek engageren bij de politieke partij SP, de voorloper van sp.a. Bij de tweede rechtstreekse Vlaamse verkiezingen van 13 juni 1999 werd hij namens deze partij verkozen in het Kiesarrondissement Mechelen-Turnhout. Hij bleef Vlaams Parlementslid tot juni 2004. Van januari 2001 tot juni 2004 was hij lid van de Interparlementaire Commissie van de Nederlandse Taalunie van de Nederlandse Taalunie. Tussen juni 2003 en juni 2004 werd hij door het Vlaams Parlement tevens aangewezen als gemeenschapssenator in de Senaat. Ook zetelde Van Duppen van 2001 tot 2006 in de gemeenteraad van Turnhout. Bij de Vlaamse verkiezingen van 2004 was hij geen kandidaat meer, uit onvrede met de invoering van de provinciale kieskringen.
Eind 2004 verhuisde hij naar Rotterdam om er als huisarts een multidisciplinair medisch centrum in een achterstandswijk op te richten. In 2014 ging hij met pensioen.
Hij beschouwde de PVDA als een sekte en verliet ook de Socialistische Partij.